# 셸리 케이건

셸리 케이건

셸리 케이건(영어: Shelly Kagan)은 미국의 철학자이며 예일 대학교 철학(사회사상/윤리학) 교수이다.

## 경력

### 공부
웨슬리언 대학교에서 학사학위(1976)와 프린스턴 대학교에서 박사학위(1982)를 받은 뒤 피츠버그 대학교와 일리노이 대학교에서 강의했다. 1995년부터 예일 대학교 철학과 교수로 재직중이다.

#### 철학적 관점
그의 철학은 도덕철학과 규범윤리학 관점에서 인간의 삶을 조명하는 데 초점을 맞춘다. 철저히 현실에 기반을 두고 삶과 죽음의 문제, 행복, 도덕적 가치, 공공의 선, 인간의 본성 등에 관한 논문과 저작 및 칼럼을 발표하면서, 공리주의로 대표되는 결과주의 윤리학과 칸트주의로 대표되는 의무론적 윤리학 사이의 논쟁에서 중심적인 역할을 맡고 있다.

## 저서
- 《도덕의 한계(The Limits of Morality)》(Oxford, 1989)
- 《규범윤리학(Normative Ethics)》(Westwiew, 1998)
- 《죽음이란 무엇인가(DEATH)》(Yale, 2012/한국어판: 엘도라도, 2012)
- 《응분의 기하학(The Geometry of Desert)》(Oxford, 2012)
- 《어떻게 동물을 헤아릴 것인가 : 사람과 동물의 윤리적 공존을 위하여(How to Count Animals More or Less)》(Oxford University Press, 2019/한국어판: 안타레스, 2020)

#### 죽음이란 무엇인가(DEATH)
책 《죽음이란 무엇인가》는 셸리 케이건(Shelly Kagan) 교수가 1995년부터 예일대에서 진행해온 교양철학 정규강좌 'DEATH'를 새롭게 구성한 것으로, '죽음'의 본질과 '삶'의 의미 그리고 '생명'의 존엄성을 고찰하는 내용을 담고 있다. 그동안 우리가 생각해왔던 심리적 믿음과 종교적 해석을 완전히 배제하고 오직 논리와 이성으로 죽음의 본질과 삶의 의미를 짚어본다.
하버드대 마이클 샌델(Michael Sandel)과 더불어 미국을 대표하는 현대 철학자로 불리는 셸리 케이건 교수는 이 책에서 다소 무겁고 어둡게 흘러갈 수 있는 주제를 토크쇼 사회자에 비견되는 특유의 유머감각과 입담으로 흥미롭게 풀어간다. 고대에서 현대까지 방대한 철학사를 다루면서도 난해한 철학용어를 거의 사용하지 않는 그만의 교수법은 "대중철학 강의의 새로운 지평을 열었다"고 평가받는다. 강의할 때 항상 책상 위에 올라간다고 해서 '책상 교수님'이라는 애칭으로도 불린다.
그의 '죽음' 강의는 예일대학교 지식공유 프로젝트인 '열린예일강좌(Open Yale Courses, OYC)'의 대표 강의로서 미국과 영국 및 유럽은 물론 중국과 러시아에도 소개돼 큰 반향을 불러일으킨 바 있다.
이 책은 '죽음'을 테마로 하고 있지만 궁극적으로는 '삶'을 이야기하고 있다. 죽음이 없는 삶은 세상에 없으며, 삶이 없는 죽음 또한 존재하지 않는다. 셸리 케이건 교수는 "삶은 죽음이 있기 때문에 비로소 완성되는 인간의 가장 위대한 목적"이며, "죽음의 본질을 이해하면 가치 있는 삶을 살 수 있다"고 역설한다.

## 같이 보기
- 미국 철학